# Jonas Bjerkén
Jonas Eric Gunnar Bjerkén, född den 13 april 1962, död den 9 november 2011 i Svedala, var en svensk operasångare (baryton) och musikalartist, efter 1993 främst verksam vid Malmö opera och musikteater.

## Biografi
Bjerkén utbildade sig till jägmästare 1986-1990 och under studietiden var han med och grundade Umespexarna 1988.
Bland Bjerkéns insatser vid operauppsättningar vid Malmöoperan märktes Papageno i Trollflöjten (1998), Marullo i Rigoletto (2001 och 2004), Falke i Läderlappen (2001), Baron Douphol i La Traviata (2002), Borgmästaren i Den tjuvaktiga skatan, en av fångvaktarna i Dead man walking (2006) och Sonora i La fanciulla del West (2007). Han spelade också den manliga huvudrollen som bonden Kristoffer i riksspelmannen Mats Edéns nykomponerade ”folkmusikopera” Den farliga natten, som Malmöoperan uppförde i Kivik 2000.
Inom musikalfacket syntes Bjerkén som Danjel i Kristina från Duvemåla (1995), förmannen, Grantaire, Montparnasse och Bamatabois i Les Miserables (2001), Kapten Schultz i Miss Saigon (2002), Aurelio i Spindelkvinnans kyss, kommendörkapten Harbison i South Pacific (båda 2005) och som Kal Öken i Lasse Åbergs Banankontakt (2006). Utanför sin ordinarie spelplats gjorde han också huvudroller i Lunds musikteaters uppsättningar av Moby Dick (2007), Den bästa av världar (2008) och greven i Massenets Chérubin vid Ystadoperan (1998).
Bjerkén sjöng även konsertsolistpartier som baryton/bas i exempelvis Förklädd gud, Mozarts Requiem, Faurés Requiem, Puccinis Messa di Gloria och Weills och Brechts Der Lindberghflug.

## Teater

### Roller i urval
| År   | Roll                             | Produktion                                                     | Regi             | Teater      |
| ---- | -------------------------------- | -------------------------------------------------------------- | ---------------- | ----------- |
| 2005 | Kommendörkapten William Harbison | South Pacific Richard Rodgers och Oscar Hammerstein            | Åsa Melldahl     | Malmö Opera |
| 2010 | Prästen                          | Jekyll & Hyde – the musical Leslie Bricusse och Frank Wildhorn | Ronny Danielsson | Malmö Opera |